# Niphonympha vera
Niphonympha vera is een vlinder uit de familie van de stippelmotten (Yponomeutidae). De wetenschappelijke naam van de soort werd in 1963 gepubliceerd door S. Moriuti.